# 塔玛拉·萨拉萨尔
塔玛拉·萨拉萨尔（西班牙語：Tamara Salazar，1997年8月9日—），厄瓜多尔女子举重运动员。她曾代表厄瓜多尔参加2020年夏季奥林匹克运动会举重比赛，获得女子87公斤级银牌。